# Vierspanteam Schrijvers-Aerts
Gert Schrijvers (koetsier) en  Jef Aerts (groom) zijn een Belgisch vierspanduo. 
Ze deden mee met de Wereldruiterspelen van 1996 tot 2014, met uitzondering van 2010 omdat België toen geen team afvaardigde. Het team werd tien keer Belgisch kampioen. Tijdens het WK 2012 in Riesenbeck werden ze negende.
In 2009 ruilden ze hun arabo-friezen in voor warmbloedpaarden vanwege een ruzie binnen de Arabo Friezen Stamboek Vereniging.
De hoofdsponsor was Willy Naessens. Na 2014 deden ze verder op recreatief niveau. Schrijvers is schrijnwerker-meubelmaker van opleiding, maar baatte in Oostmalle een schoenmakerij uit. Jef Aerts is van Hoogstraten.